# Кіффер Мур
Кіффер Мур (англ. Kieffer Moore, нар. 8 серпня 1992, Торкі) — валлійський футболіст, нападник англійського клубу «Шеффілд Юнайтед».
Виступав, зокрема, за клуби «Вікінг», «Барнслі», «Віган Атлетік», «Кардіфф Сіті» та «Борнмут», а також національну збірну Уельсу.

## Клубна кар'єра
У дорослому футболі дебютував 2012 року виступами за команду «Труро Сіті», в якій провів один сезон, взявши участь у 22 матчах Південної Конференції, шостого за рівнем дивізіону Англії, а у 2013 році грав там же за «Дорчестер Таун».
10 липня 2013 року Мур підписав дворічний контракт з новачком англійського Чемпіоншипу клубом «Йовіл Таун», у складі якого і дебютував на професіональному рівні, але за підсумками першого сезону команда вилетіла до Першої ліги, а наступного і до Другої, після чого у травні 2015 року Кіффер покинув клуб.
3 серпня 2015 року Мур підписав контракт з норвезьким «Вікінгом» і відіграв за команду зі Ставангера до кінця року 9 ігор у вищому дивізіоні країни та ще дві у кубку, дійшовши до півфіналу турніру. На початку 2016 року Кіффер повернувся до Англії і виступав за команди Національної ліги (5 дивізіон) за «Форест Грін Роверс» та «Торкі Юнайтед».

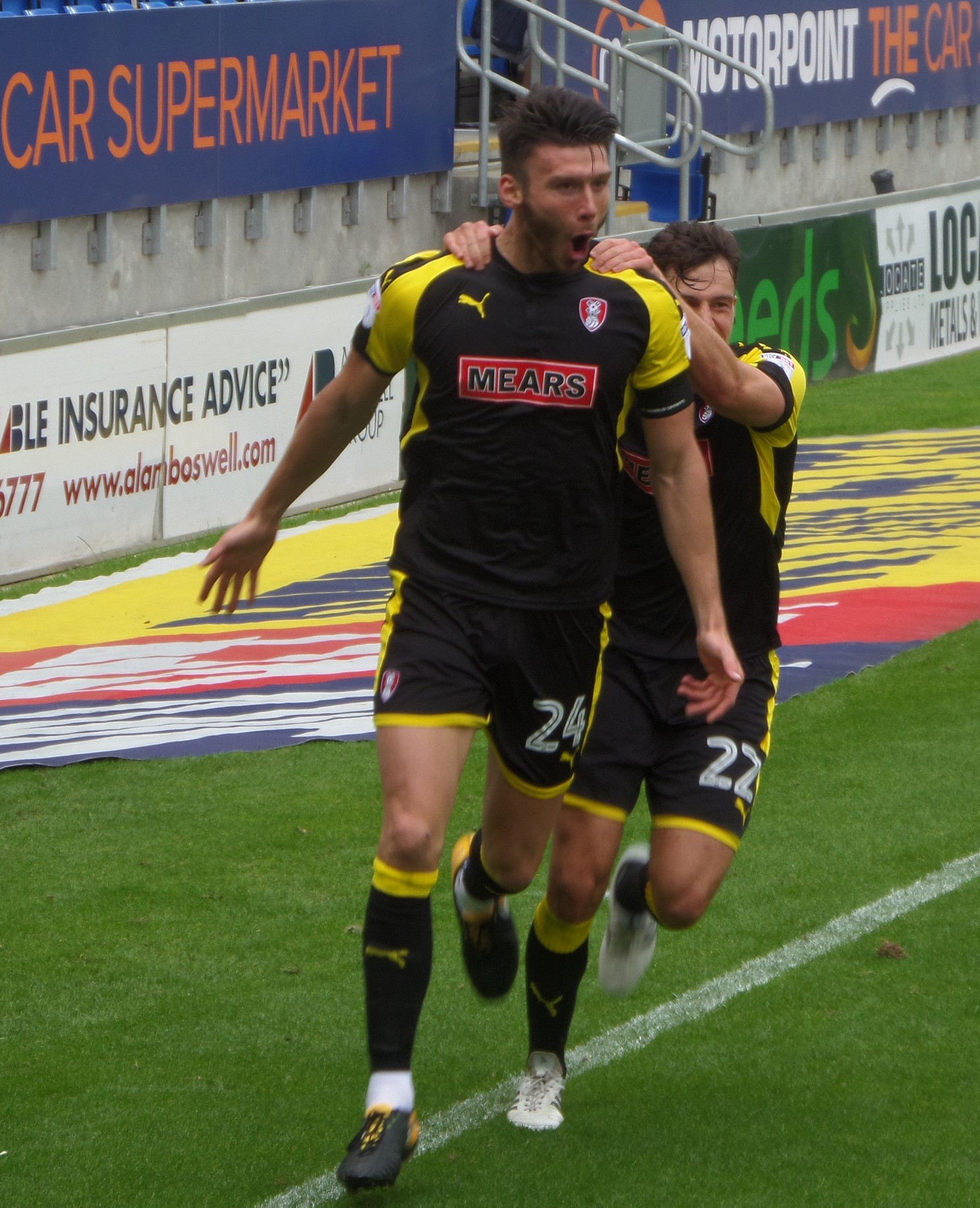
Кіффер Мур святкує забитий гол під час виступів за «Ротергем Юнайтед». 2017 рік.

14 січня 2017 рок Мур за 18 тис. фунтів перейшов до «Іпсвіч Таун» з Чемпіоншипа, але не зміг забити жодного голу за клуб до кінця сезону, тому 10 липня його було віддано в оренду в «Ротергем Юнайтед», за який в 22 іграх Першої ліги він забив 13 голів. Завдяки цьому Мур став найкращим бомбардиром команди у сезоні, незважаючи на те що покинув клуб ще 8 січня, перейшовши у клуб Чемпіоншипу «Барнслі», але не зумів того сезону допомогти йому врятуватись від вильоту. Втім забивши наступного сезону 17 голів у 31 матчі він став найкращим бомбардиром команди, потрапив до символічної збірної Першої ліги і допоміг своїй команді посісти 2 місце та повернутись до другого за рівнем дивізіону Англії. 
5 серпня 2019 року Мур підписав контракт з іншою командою Чемпіоншипу «Віган Атлетік», де продовжив показувати високу результативність, забивши зокрема дубль 14 липня 2020 року в грі проти «Галл Сіті», яка завершилась з рахунком 8:0, найбільшою перемогою «Вігана» в історії клубу. Втім того ж року через фінансові проблеми з команди зняли 12 очок, через що вона вилетіла до Першої ліги.
13 серпня 2020 року Мур перейшов у «Кардіфф Сіті», валлійський клуб, що виступав у англійському Чемпіоншипі. Там у сезоні 2020/21 з 20 голами у 42 матчах він став четвертим найкращим бомбардиром чемпіонату.

## Виступи за збірну
Незважаючи на те, що Мур народився в Англії, він мав право представляти Уельс через свого діда по материнській лінії, який приїхав з Лланруга. 9 вересня 2019 року Кіффер дебютував в офіційних іграх у складі національної збірної Уельсу в товариському матчі проти Білорусі (1:0). А вже в наступному матчі, 10 жовтня в рамках кваліфікації до Євро-2020 проти Словаччини (1:1) забив дебютний гол за збірну.
У кінці травня 2021 року Мура включили до складу збірної Уельсу для участі в чемпіонаті Європи з футболу.
| Дата       | Місто     | Господарі   | Результат | Гості     | Турнір                               | Голи | Примітки  |
| ---------- | --------- | ----------- | --------- | --------- | ------------------------------------ | ---- | --------- |
| 9-9-2019   | Кардіфф   | Уельс       | 1 – 0     | Білорусь  | товариський матч                     | -    | 75'       |
| 10-10-2019 | Трнава    | Словаччина  | 1 – 1     | Уельс     | Відбір до ЧЄ 2020                    | 1    |           |
| 13-10-2019 | Кардіфф   | Уельс       | 1 – 1     | Хорватія  | Відбір до ЧЄ 2020                    | -    | 57' 86'   |
| 16-11-2019 | Баку      | Азербайджан | 0 – 2     | Уельс     | Відбір до ЧЄ 2020                    | 1    |           |
| 19-11-2019 | Кардіфф   | Уельс       | 2 – 0     | Угорщина  | Відбір до ЧЄ 2020                    | -    |           |
| 3-9-2020   | Гельсінкі | Фінляндія   | 0 – 1     | Уельс     | Ліга націй УЄФА 2020-2021 - 1-й етап | 1    | 90+3'     |
| 6-9-2020   | Кардіфф   | Уельс       | 1 – 0     | Болгарія  | Ліга націй УЄФА 2020-2021 - 1-й етап | -    | 61'       |
| 8-10-2020  | Лондон    | Англія      | 3 – 0     | Уельс     | товариський матч                     | -    | 40'       |
| 11-10-2020 | Дублін    | Ірландія    | 0 – 0     | Уельс     | Ліга націй УЄФА 2020-2021 - 1-й етап | -    | 21'       |
| 12-11-2020 | Суонсі    | Уельс       | 0 – 0     | США       | товариський матч                     | -    | 62'       |
| 15-11-2020 | Кардіфф   | Уельс       | 1 – 0     | Ірландія  | Ліга націй УЄФА 2020-2021 - 1-й етап | -    | 62' 65'   |
| 18-11-2020 | Кардіфф   | Уельс       | 3 – 1     | Фінляндія | Ліга націй УЄФА 2020-2021 - 1-й етап | 1    | 46'       |
| 24-3-2021  | Лестер    | Бельгія     | 3 – 1     | Уельс     | Відбір до ЧС 2022                    | -    | 84'       |
| 27-3-2021  | Кардіфф   | Уельс       | 1 – 0     | Мексика   | товариський матч                     | 1    | 46'       |
| 30-3-2021  | Кардіфф   | Уельс       | 1 – 0     | Чехія     | Відбір до ЧС 2022                    | -    | 57'       |
| 2-6-2021   | Ніцца     | Франція     | 3 – 0     | Уельс     | товариський матч                     | -    | 59' 90+2' |
| 5-6-2021   | Кардіфф   | Уельс       | 0 – 0     | Албанія   | товариський матч                     | -    | 46'       |
| 12-6-2021  | Баку      | Уельс       | 1 – 1     | Швейцарія | ЧЄ 2020 - груповий етап              | 1    | 47'       |
| 16-6-2021  | Баку      | Туреччина   | 0 – 2     | Уельс     | ЧЄ 2020 - груповий етап              | -    |           |
| 20-6-2021  | Рим       | Італія      | 1 – 0     | Уельс     | ЧЄ 2020 - груповий етап              | -    | 60'       |
| 26-6-2021  | Амстердам | Уельс       | 0 – 4     | Данія     | ЧЄ 2020 - 1/8 фіналу                 | -    | 40' 78'   |
| 8-10-2021  | Прага     | Чехія       | 2 – 2     | Уельс     | Відбір до ЧС 2022                    | -    | 90+2'     |
| 11-10-2021 | Таллінн   | Естонія     | 0 – 1     | Уельс     | Відбір до ЧС 2022                    | 1    | 64' 71'   |
| 16-11-2021 | Кардіфф   | Уельс       | 1 – 1     | Бельгія   | Відбір до ЧС 2022                    | 1    | 80'       |
| 1-6-2022   | Вроцлав   | Польща      | 2 – 1     | Уельс     | Ліга націй УЄФА 2022-2023 - 1-й етап | -    | 46'       |
| 5-6-2022   | Кардіфф   | Уельс       | 1 – 0     | Україна   | Відбір до ЧС 2022                    | -    |           |
| 22-9-2022  | Брюссель  | Бельгія     | 2 – 1     | Уельс     | Ліга націй УЄФА 2022-2023 - 1-й етап | 1    | 66'       |
| 25-9-2022  | Кардіфф   | Уельс       | 0 – 1     | Польща    | Ліга націй УЄФА 2022-2023 - 1-й етап | -    | 58' 90+5' |
| 21-11-2022 | Ер-Раян   | США         | 1 – 1     | Уельс     | ЧС 2022 - груповий етап              | -    | 46'       |
| 25-11-2022 | Ер-Раян   | Уельс       | 0 – 2     | Іран      | ЧС 2022 - груповий етап              | -    |           |
| 29-11-2022 | Ер-Раян   | Уельс       | 0 – 3     | Англія    | ЧС 2022 - груповий етап              | -    |           |
| Усього     |           | Матчів      | 31        |           | Голів                                | 9    |           |